# 뉴럴링크
뉴럴링크 코퍼레이션(Neuralink Corporation)은 일론 머스크 등이 설립한 미국의 뉴로테크놀로지 기업으로, 이식 가능한 뇌-컴퓨터 인터페이스(BCI)를 개발한다. 이 기업의 본사는 샌프란시스코에 있으며 2016년 시작하였고 2017년 3월 처음 공개 보도되었다.
설립 이후 이 기업은 여러 대학교들로부터 세간의 이목을 끄는 신경과학자들을 여러 명 고용해왔다. 2019년 7월, $158,000,000를 펀딩 받았으며(그 중 100,000,000 달러는 머스크로부터 투자를 받음) 직원 수는 90명이다. 당시 뉴럴링크는 매우 얇은 실을 뇌에 이식할 수 있는 재봉틀같은 기기 위에서 동작하고 있었으며 1500개의 전극을 통해 실험실 쥐로부터 정보를 읽는 시스템을 시연하였고 2020년 인간을 대상으로 실험 시작이 기대된다고 발표하였다.

## 임상 시험
일론 머스크의 뉴럴링크는 침습형 뇌-컴퓨터 연결 기기를 개발하며 2023년 미국 식품의약국으로부터 인간 대상 임상 시험을 허가받고 사지 마비 환자 3명의 두개골에 '텔레파시'라는 이름의 칩을 이식하는데 성공하였다. 가느다란 전극을 뇌 표면에 삽입하고 작은 칩과 연결해 신호를 받는다. 이식 환자들은 생각만으로 체스 게임을 하고 3차원 물체를 설계하는 등의 컴퓨터 작업을 할 수 있게 되었다.

## 같이 보기
- 뇌피질전도
- 마인드 업로딩
- 트랜스휴머니즘